# 羽田村
羽田村（はだむら）は、昭和29年（1954年）まで岩手県江刺郡にあった村。現在の奥州市水沢羽田町にあたる。

## 沿革
- 明治8年（1875年）10月17日 - 水沢県による村落統合にともない、羽黒堂村・田茂山村・鶯沢村・黒田助村が合併して羽田村が成立。
- 明治22年（1889年）4月1日 - 町村制施行にともない、羽田村単独で村制施行。
- 昭和29年（1954年）4月1日 - 黒石村および胆沢郡水沢町・姉体村・佐倉河村・真城村と合併して水沢市が発足。同日羽田村廃止。

## 行政
- 歴代村長

| 代 | 氏名         | 就任                      | 退任                       | 備考 |
| -- | ------------ | ------------------------- | -------------------------- | ---- |
| 1  | 古玉冨加見   | 明治22年（1889年）5月15日 | 明治24年（1891年）7月7日   |      |
| 2  | 水田和吉     | 明治24年（1891年）7月8日  | 明治28年（1891年）7月10日  |      |
| 3  | 千葉浜之助   | 明治28年（1895年）7月16日 | 明治40年（1907年）6月20日  |      |
| 4  | 及川静夫     | 明治40年（1907年）6月28日 | 明治42年（1909年）7月25日  |      |
| 5  | 菊池要佐久   | 明治42年（1909年）7月29日 | 明治44年（1911年）6月10日  |      |
| 6  | 佐藤金蔵     | 明治44年（1911年）6月20日 | 大正4年（1915年）8月15日   |      |
| 7  | 菊池要佐久   | 大正4年（1915年）8月18日  | 大正11年（1922年）3月20日  | 再任 |
| 8  | 岩戸清子     | 大正11年（1922年）3月22日 | 大正12年（1923年）10月5日  |      |
| 9  | 佐藤金蔵     | 大正12年（1923年）10月6日 | 昭和3年（1928年）7月4日    | 再任 |
| 10 | 及川清質     | 昭和3年（1928年）12月8日  | 昭和8年（1933年）5月10日   |      |
| 11 | 水田和吉     | 昭和8年（1933年）5月15日  | 昭和9年（1934年）5月24日   | 再任 |
| 12 | 及川洋       | 昭和9年（1934年）7月10日  | 昭和13年（1938年）7月9日   |      |
| 13 | 及川松右衛門 | 昭和13年（1938年）7月18日 | 昭和17年（1942年）7月18日  |      |
| 14 | 達下軍吾     | 昭和17年（1942年）8月9日  | 昭和21年（1946年）11月21日 |      |
| 15 | 佐藤憘一     | 昭和22年（1947年）4月8日  | 昭和28年（1953年）6月1日   |      |
| 16 | 佐藤幸作     | 昭和28年（1953年）7月16日 | 昭和29年（1954年）3月31日  |      |

## 交通
当時は村内に鉄道が通っておらず、北上川対岸の東北本線水沢駅が最寄り駅であったが、現在では旧村域内に東北新幹線の水沢江刺駅が存在する。

## 教育
- 羽田村立羽田小学校 - のち合併で水沢市立羽田小学校。現奥州市立羽田小学校。
- 羽田村立羽田中学校 - のち合併で水沢市立羽田中学校。統合で水沢市立東水沢中学校を経て、現奥州市立東水沢中学校。